# Suzanne de Plessis-Belliére
Suzanne de Plessis-Belliére (1605 - París, 25 de març de 1705), nascuda Suzanne de Bruc de Montplaisir, va ser l'esposa de Jacques de Rougé de Plessis-Belliére i marquesa de Plessis-Bellière i de Faÿ-lès-Nemours.

## Biografia
Suzanne de Plessis-Bellière va ser cèlebre pel seu caràcter i enginy que va deixar profunda petjada en la seua època. Va ser íntima amiga del ministre de finances de Lluís XIV de França, Nicolás Fouquet, i es va relacionar amb els artistes més importants del seu temps, entre els quals la Marquesa de Sévigné. Posseïa una col·lecció d'obres d'art de valor inestimable.

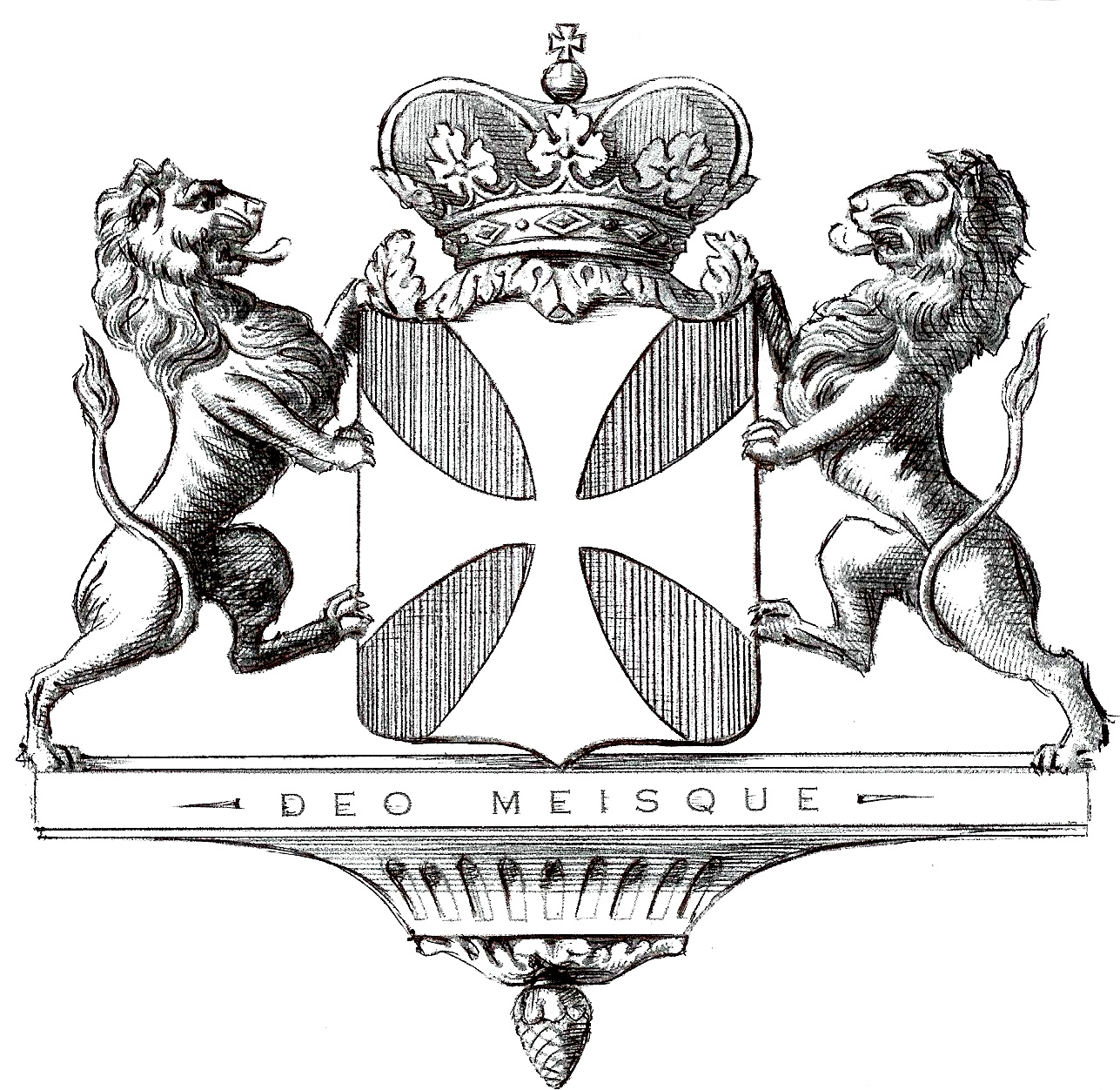
Escut d'Armes Rougé.

Va ser la fundadora, en unió de Madame La Fayette i de Madeleine de Scudéry, dels primers salons literaris. El 1661 va intentar salvar Fouquet de la presó albergant-lo a l'hotel Rougé, a Nantes. Però el ministre va ser arrestat per D'Artagnan i la marquesa de Plessis-Belliére va córrer la mateixa sort: va ser internada, per ordre de Lluís XIV, en el castell de Montbrison.
El seu estat de salut era tan delicat que li va ser permès retirar-se al seu palau de Charenton, proper a París, on va passar els últims anys de la seua vida envoltada de grans artistes i poetes.

## Literatura
La seua apassionant vida va inspirar nombroses novel·les d'aventures, entre les quals es troba l'Élise, d'El Vescomte de Bragelonne, d'Alexandre Dumas, o les històries adaptades al cinema d'Angélique, Marquise des Anges.